# DC Universe
DC Universe (DCU) är en amerikansk mediafranchise och delat fiktivt universum, som är centrerat kring en filmserie av superhjältefilmer som är självständigt producerade av DC Studios och baserade på olika superhjältar, alla skapade och ägda av seriebolaget DC Comics. Franchisen skapades av James Gunn och Peter Safran, och är en mjuk reboot av DC Extended Universe (DCEU).
Franchisen uppdelad i kapitel, där den första har namnet "Gods and Monsters", som började 2024 med den animerade serien Creature Commandos. Gunn och Safran anser dock att kapitlets första film, Superman (2025), är den riktiga början på DCU.

## Filmer
| Titel                               | Biopremiär                   | Regissör                     | Författare                   | Producent(er)                                         | Status                       |                              |                              |                              |
| Kapitel 1: Gods and Monsters        | Kapitel 1: Gods and Monsters | Kapitel 1: Gods and Monsters | Kapitel 1: Gods and Monsters | Kapitel 1: Gods and Monsters                          | Kapitel 1: Gods and Monsters | Kapitel 1: Gods and Monsters | Kapitel 1: Gods and Monsters | Kapitel 1: Gods and Monsters |
| ----------------------------------- | ---------------------------- | ---------------------------- | ---------------------------- | ----------------------------------------------------- | ---------------------------- | ---------------------------- | ---------------------------- | ---------------------------- |
| Superman                            | 11 juli 2025                 | James Gunn                   | James Gunn                   | James Gunn och Peter Safran                           | Släppt                       |                              |                              |                              |
| Supergirl: Woman of Tomorrow        | 26 juni 2026                 | Craig Gillespie              | Ana Nogueira                 | James Gunn och Peter Safran                           | Efterproduktion              |                              |                              |                              |
| Clayface                            | 11 september 2026            | TBA                          | Mike Flanagan                | James Gunn, Peter Safran, Matt Reeves och Lynn Harris | Förproduktion                |                              |                              |                              |
| The Authority                       | TBA                          | TBA                          | TBA                          | TBA                                                   | Under utveckling             |                              |                              |                              |
| The Brave and the Bold              | TBA                          | Andy Muschietti              | TBA                          | James Gunn, Peter Safran och Barbara Muschietti       | Under utveckling             |                              |                              |                              |
| Swamp Thing                         | TBA                          | James Mangold                | James Mangold                | TBA                                                   | Under utveckling             |                              |                              |                              |
| Andra filmer                        |                              |                              |                              |                                                       |                              |                              |                              |                              |
| Obetitlad Teen Titans-film          | TBA                          | TBA                          | Ana Nogueira                 | TBA                                                   | Under utveckling             |                              |                              |                              |
| Obetitlad Bane and Deathstroke-film | TBA                          | TBA                          | Matthew Orton                | TBA                                                   | Under utveckling             |                              |                              |                              |
| Sgt. Rock                           | TBA                          | TBA                          | Justin Kuritzkes             | TBA                                                   | Under utveckling             |                              |                              |                              |
| Obetitlad Wonder Woman-film         | TBA                          | TBA                          | TBA                          | TBA                                                   | Under utveckling             |                              |                              |                              |

## TV-serier
| Titel                        | Säsong                       | Avsnitt                      | Datum                        | Datum                        | Snowrunner(s)                    | Status                       |
| Titel                        | Säsong                       | Avsnitt                      | Släpptes                     | Avslutades                   | Snowrunner(s)                    | Status                       |
| Kapitel 1: Gods and Monsters | Kapitel 1: Gods and Monsters | Kapitel 1: Gods and Monsters | Kapitel 1: Gods and Monsters | Kapitel 1: Gods and Monsters | Kapitel 1: Gods and Monsters     | Kapitel 1: Gods and Monsters |
| ---------------------------- | ---------------------------- | ---------------------------- | ---------------------------- | ---------------------------- | -------------------------------- | ---------------------------- |
| Creature Commandos           | 1                            | 7                            | 5 december 2024              | 9 januari 2025               | Dean Lorey                       | Släppt                       |
| Peacemaker                   | 2                            | 8                            | 21 augusti 2025              | TBA                          | James Gunn                       | Efterproduktion              |
| Lanterns                     | 1                            | 8                            | Våren 2026                   | TBA                          | Chris Mundy                      | Efterproduktion              |
| Waller                       | 1                            | TBA                          | TBA                          | TBA                          | Christal Henry och Jeremy Carver | Under utveckling             |
| Paradise Lost                | 1                            | TBA                          | TBA                          | TBA                          | TBA                              | Under utveckling             |
| Booster Gold                 | 1                            | TBA                          | TBA                          | TBA                          | TBA                              | Under utveckling             |
| Andra serier                 |                              |                              |                              |                              |                                  |                              |
| Obetitlad Blue Beetle-serie  | 1                            | TBA                          | TBA                          | TBA                          | Miguel Puga                      | Under utveckling             |
| Creature Commandos           | 2                            | TBA                          | TBA                          | TBA                          | Dean Lorey                       | Under utveckling             |
| Mister Miracle               | 1                            | TBA                          | TBA                          | TBA                          | Tom King                         | Under utveckling             |